# Tania Miller
Tania Miller est une actrice française.

## Filmographie
- 1956 : La Garçonne de Jacqueline Audry
- 1957 : Paris Music Hall de Stany Cordier
- 1957 : Trois marins en bordée de Émile Couzinet : Jacqueline
- 1958 : La Môme aux boutons de Georges Lautner
- 1959 : Le Fric de Maurice Cloche : la costumière
- 1959 : Bal de nuit de Maurice Cloche
- 1959 : Les Dragueurs de Jean-Pierre Mocky : Une fille au Lido
- 1959 : Filles de nuit de Maurice Cloche : Lina
- 1959 : Le Petit Prof de Carlo Rim
- 1959 : L'Increvable de Jean Boyer